# Modelarstwo samochodowe

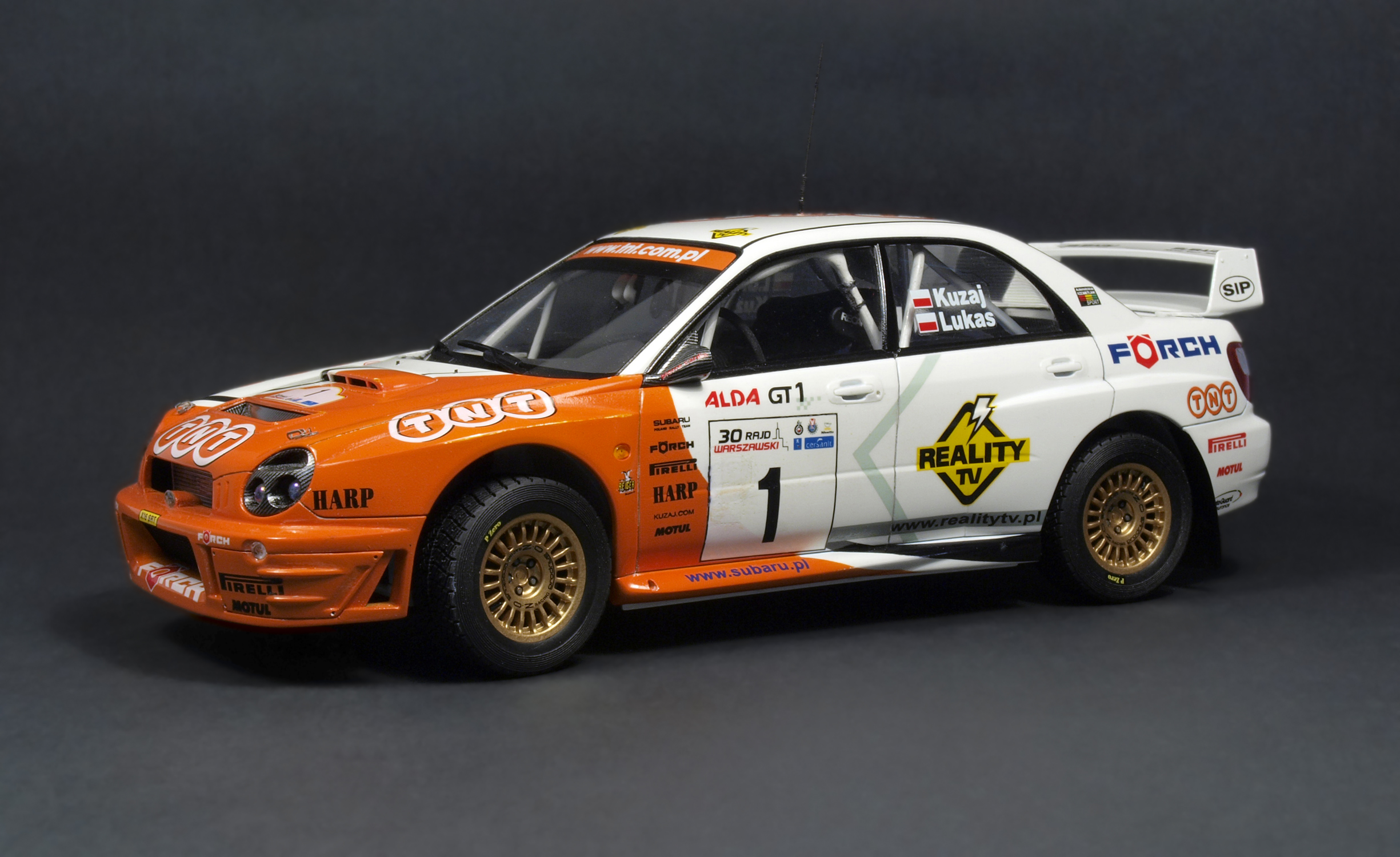
Model Subaru Impreza WRC 2001 w skali 1:24, wykonany przez modelarza

Modelarstwo samochodowe – dziedzina modelarstwa zajmująca się wszelkimi rodzajami modeli samochodów wykonanych w skali.

## Podział modeli

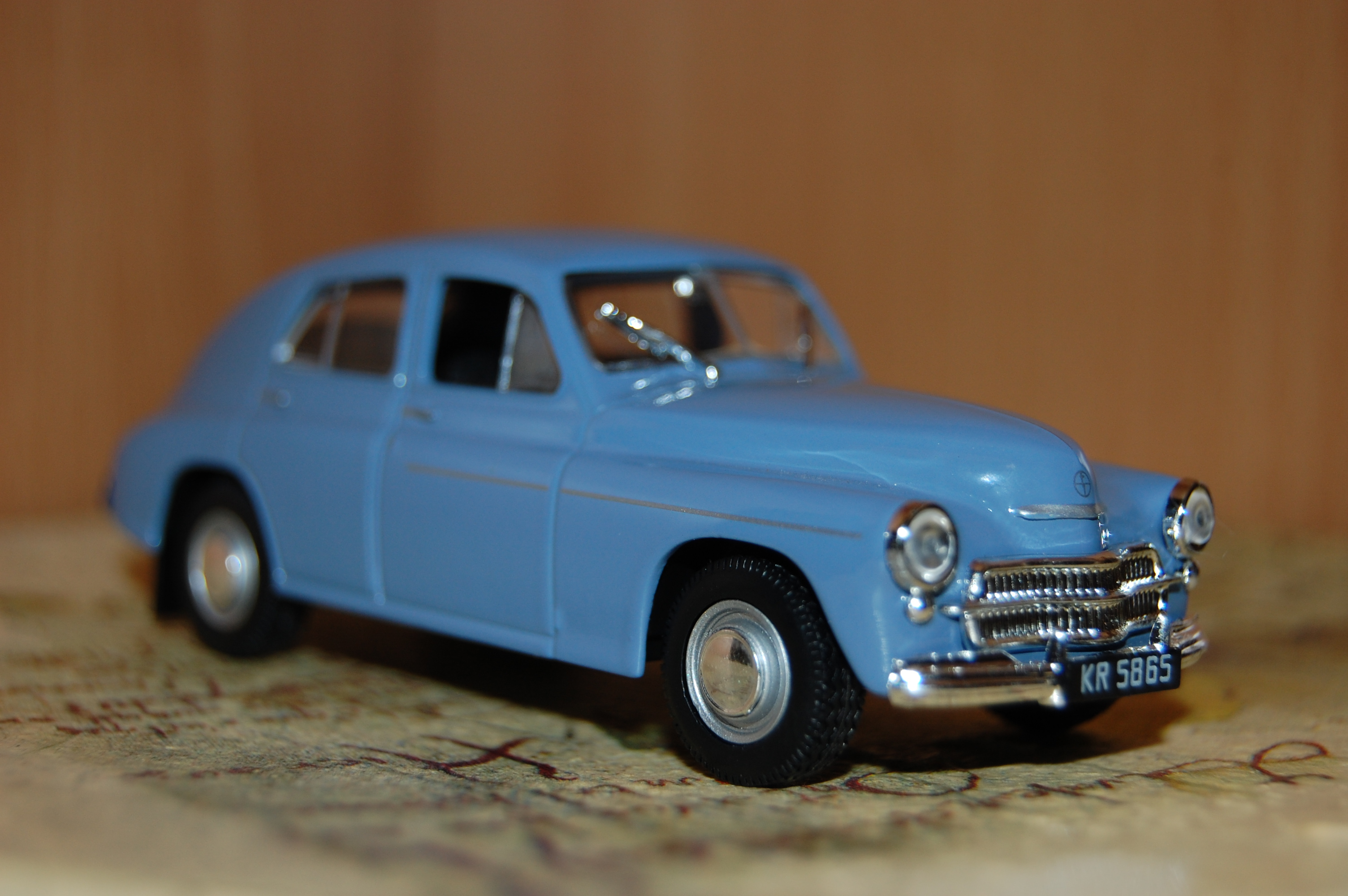
Metalowy model samochodu z kolekcji kultowe auta PRL-u Warszawa M-20

### Ze względu na materiał
- modele kartonowe – są to modele wykonane zazwyczaj samodzielnie, gdzie łączeń dokonuje się za pomocą kleju
- modele metalowe – są to modele gotowe, lub do samodzielnego składania. Model metalowy oznacza, że z tego materiału wykonano nadwozie i ewentualnie inne drobne elementy, reszta natomiast wykonana jest z różnych rodzajów plastiku i gumy
- modele plastikowe – są to zazwyczaj modele do sklejania, lub samodzielnego składania, bez użycia kleju. Wykonane są głównie z plastiku, ale mogą posiadać drobne elementy z gumy (opony), czy metalu

### Ze względu na budowę
- modele gotowe
- modele do samodzielnego składania – są to proste, składające się najwyżej z kilkunastu elementów do połączenia ze sobą na wcisk, lub za pomocą połączeń śrubowych
  - modele do sklejania – są to modele do samodzielnego składania, gdzie połączenia dokonuje się za pomocą kleju modelarskiego. Są o wiele bardziej złożone i wykonuje się je w wielu stopniach trudności
- modele do samodzielnego wykonania – są to głównie modele kartonowe, ale mogą być też drewniane, metalowe, lub składać się z wielu materiałów

### Ze względu na skalę
- 1/8 – skala modelarska, modeli rc przeważnie z silnikami spalinowymi, także plastikowych modeli do sklejania
- 1/10 – skala modeli z napędem mechanicznym (silnik spalinowy lub elektryczny)
- 1/12 – skala modelarska, plastikowych modeli do sklejania, jak i kolekcjonerska, gotowych modeli metalowych
- 1/18 – uznana skala kolekcjonerska, gotowych modeli metalowych. Także modele rc z silnikami elektrycznymi oraz rzadziej spalinowymi
- 1/24 – uznana skala modelarska, plastikowych modeli do sklejania, ale również skala gotowych modeli metalowych, jak i modeli z napędem
- 1/25 – skala modeli kartonowych
- 1/35 – skala modelarska, plastikowych modeli do sklejania, głównie pojazdów wojskowych
- 1/43 – uznana skala kolekcjonerska, gotowych modeli metalowych
- 1/54~1/72 – skale gotowych modeli metalowych, służących głównie do zabawy
- 1/87 – skala modelarstwa kolejowego HO, w której wykonuje się gotowe modele plastikowe samochodów, służących głównie do uzupełnienia powstających makiet.

### Ze względu na przeznaczenie
- modele do zabawy – służą do zabawy
- modele do sklejania – ich zadaniem jest zapewnienie modelarzowi satysfakcji z samodzielnie pomalowanego i sklejonego modelu, jak również ładne prezentowanie się na półce
- modele do kolekcjonowania – ich zadaniem jest ładne prezentowanie się na półce
- modele z napędem – służą do zabawy, polegającej na sterowaniu modelem